# Dosso Dossi
Ne doit pas être confondu avec Dono Doni.
Dosso Dossi, de son vrai nom Giovanni di Niccolò de Lutero ou Luteri (né en 1489 à Mantoue - mort en 1542 à Ferrare), est un peintre italien de l'école de Ferrare, peignant dans un style principalement influencé par la peinture vénitienne, en particulier par Giorgione et le début du Titien.
De 1514 à sa mort, il fut le principal artiste actif à la cour des ducs d'Este de Ferrare et de Modène, dont la petite cour valorisait sa réputation de centre artistique, à l'époque de L'Arioste, dont il fut l'interprète des évocations fantastiques. Il a souvent travaillé avec son jeune frère Battista Dossi, qui avait travaillé sous la direction de Raphaël. Il a peint de nombreux sujets mythologiques et allégories avec une atmosphère plutôt onirique et des disharmonies de couleurs souvent frappantes. Ses portraits montrent aussi souvent des poses ou des expressions plutôt inhabituelles pour des œuvres de cour.
Certains de ses motifs mythologiques furent une source d'inspiration pour les peintres émiliens 
du début du XVIIe siècle comme Annibale Carracci.
Il tient son nom de la villa familiale près de Mantoue, la Villa Dossi.

## Biographie

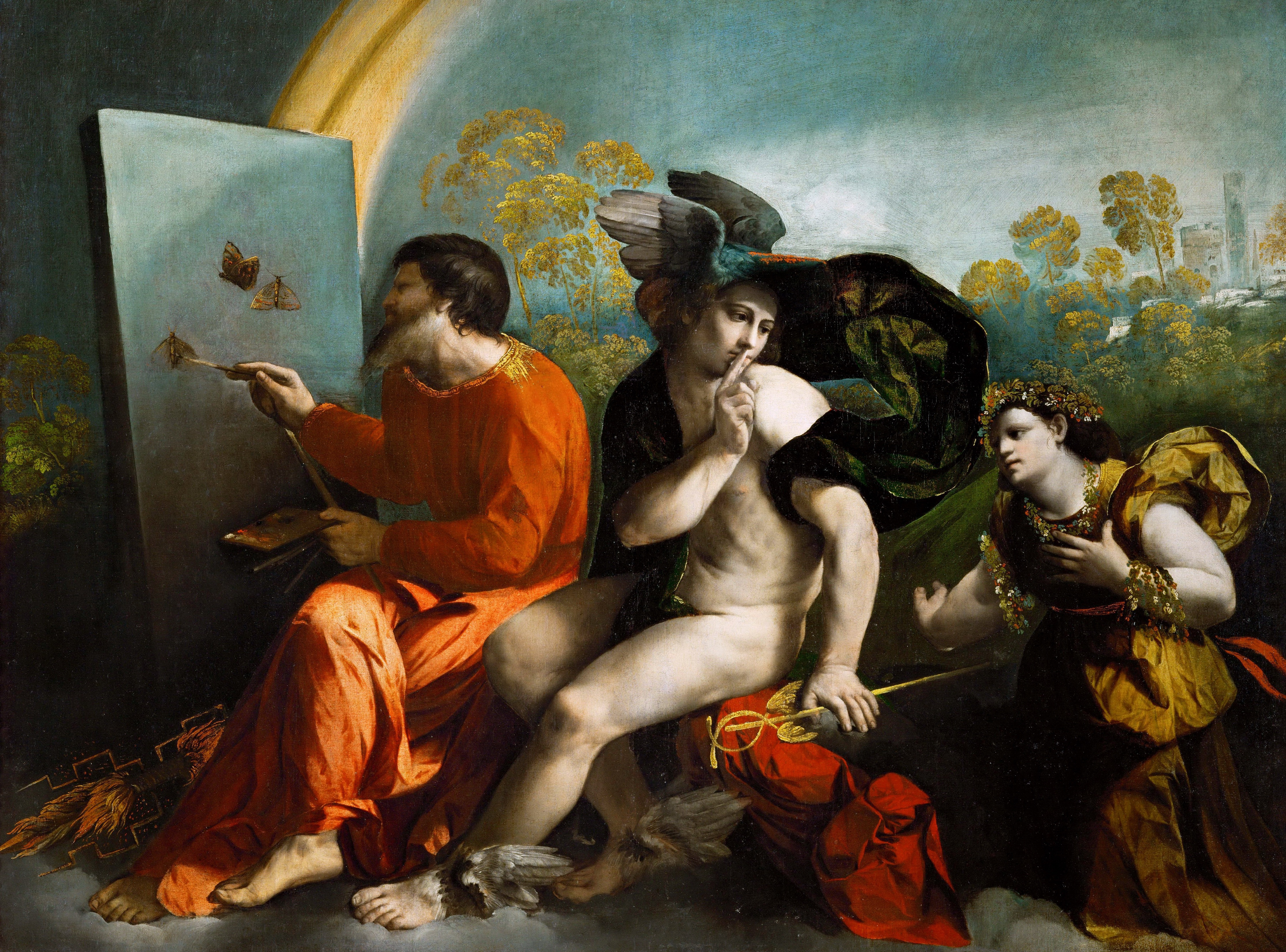
Jupiter peignant des papillons, Mercure et la Vertu.

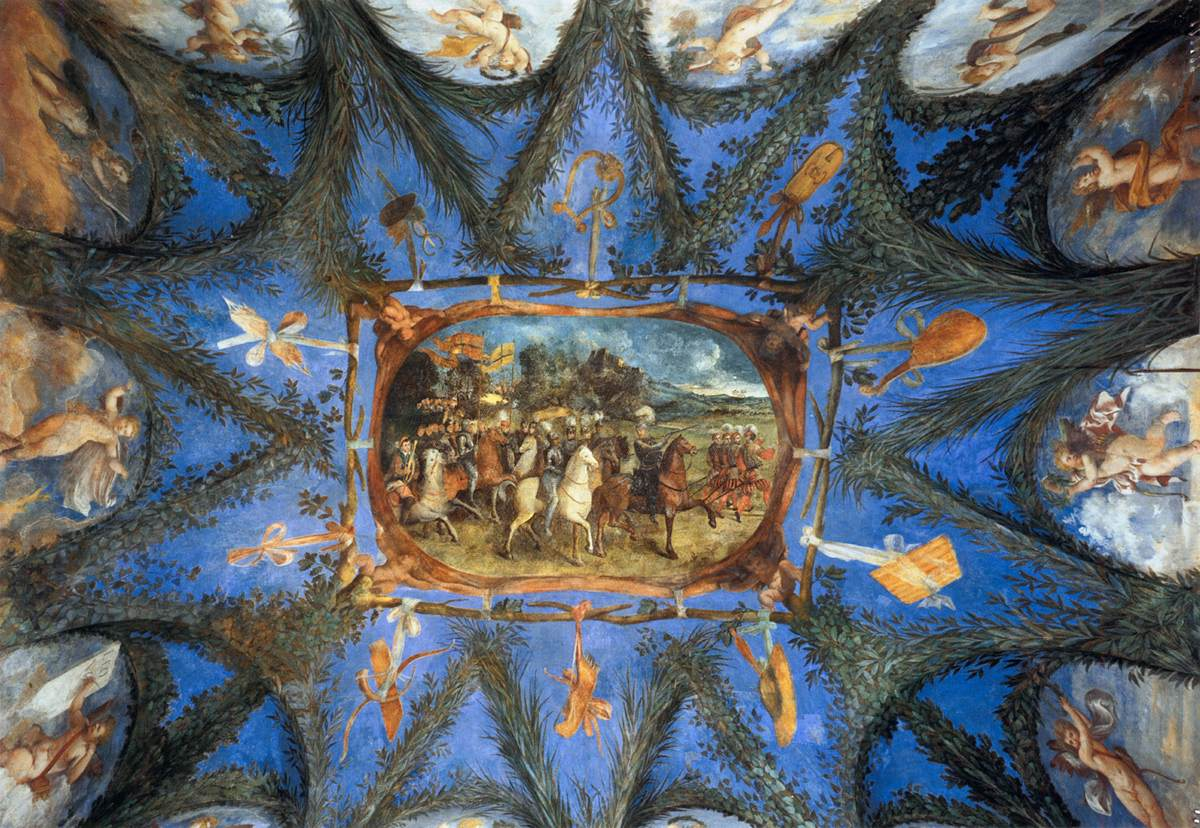
Fresques de la Villa Impériale de Pesaro.

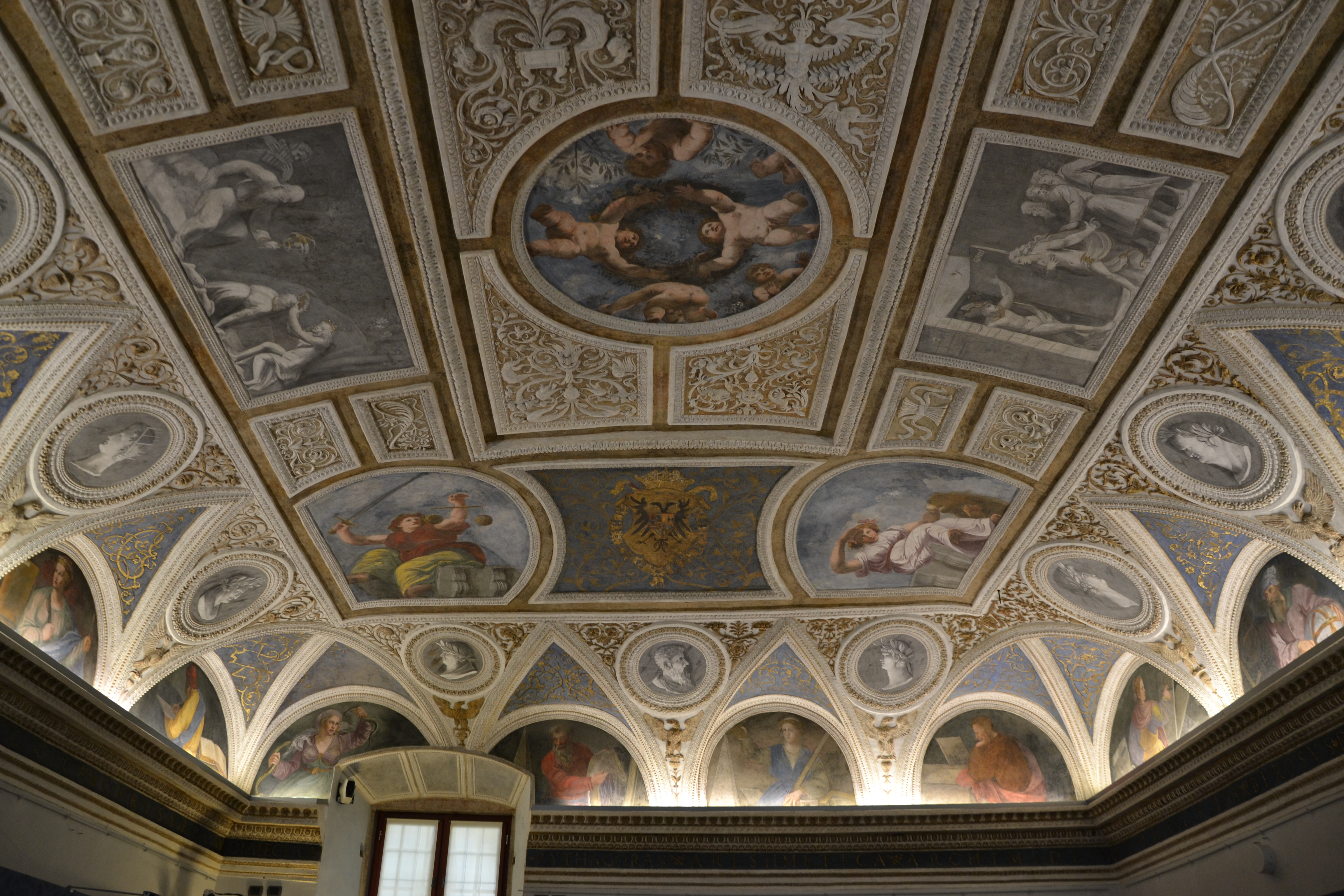
Fresques de la Camera del Camin nero, Trente, château du Bon Conseil.

Les données biographiques sur l'artiste sont rares et la date et le lieu de naissance exacts sont débattus par les historiens. Dans la courte biographie compilée par Giorgio Vasari en 1568, on dit qu'il est presque un contemporain de L'Arioste, cependant, des études ultérieures de Carlo Giovannini placent la naissance entre 1468 et juin 1469. On suppose également qu'il était le fils de Nicolò di Alberto di Costantino Luteri, de profession spenditore (économe) à la cour d'Este des ducs de Ferrare, et de Jacopina da Porto. Originaire du Trentin, Nicolò Luteri est inscrit dans un registre historique daté du 15 janvier 1485 près de Tramuschio où il devient propriétaire d'une ferme dans la localité de Dosso della Scaffa (aujourd'hui San Giovanni del Dosso), de quelques terres de la Fossa delle Pietre et de Villa Pentita dans le district de Mantoue, vicariat de Quistello. Le fait que Nicolò ait baptisé ses enfants avec les noms de Giovanni et Battista pourrait être lié au fait que le saint patron de San Giovanni del Dosso est précisément saint Jean le Baptiste. De plus, dans le premier document attestant la présence du peintre à Ferrare, il s'appelle Dosso della Mirandola. Son frère était communément appelé Battista Dossi (Battista del Dosso), de sorte qu'au XVIIIe siècle, les historiens locaux, croyant que Dossi était le nom de famille, ont également commencé à appeler son frère aîné Dosso Dossi, une forme incorrecte qui est restée plus tard dans l'histoire de l'art.
Dossi serait né à San Giovanni del Dosso, un village de la province de Mantoue. Il peut avoir eu une formation locale avec Lorenzo Costa ou à Mantoue, où il réalise, en 1512, une peinture pour les Gonzague, peut-être identifiable avec le Bain de Castel Sant'Angelo.
En 1514, il entame trois décennies de service pour les ducs Alphonse Ier d'Este et Hercule II d'Este, devenant le principal artiste de la cour. Dosso travaille fréquemment avec son frère cadet Battista Dossi, formé dans l'atelier romain de Raphaël. Il est connu pour avoir travaillé aux côtés de Benvenuto Tisi sur le polyptyque de Costabili.
Il crée des cartons de tapisseries, des décors de théâtre, des décorations de mobilier, des vues urbaines et des portraits de la famille princière. Il peint aussi de nombreux tableaux mythologiques et exécute pour le nouvel appartement du château de Ferrare Dix scènes de la vie d'Enée. On lui attribue la conception générale de la décoration de la Chambre d'albâtre du palais ducal, à laquelle Giovanni Bellini et Titien ont également participé depuis Venise. Il réalise également des retables pour les nombreux autels des églises ducales des Este, dont un grandiose polyptyque conservé au Palazzo dei Diamanti. Il réalise quelques tableaux, dont le Triomphe de Bacchus en Inde dont Raphaël a fourni les dessins sans pouvoir le peindre à la suite de sa disparition soudaine. Dosso est également responsable des toiles qui ornaient les plafonds et de nombreuses décorations mineures. Le complexe de la Chambre d'albâtre a été démantelé avec la dévolution de Ferrare à l'État pontifical en 1598 et les peintures ont été dispersées. Celles de Dosso se sont finalement retrouvées en partie à la Galleria Estense de Modène. Entre 1518 et 1521, il réalise un retable pour l'autel de San Sebastiano dans la Cathédrale de Modène qui a été commandé par la Confraternité de la Table Commune des Prêtres.
Ami de L'Arioste, il s'absente plusieurs fois de la cour de Ferrare, pour séjourner à Venise. Il y est en contact avec Giorgione, Cariani, Savoldo et plus tard le Titien. Inspiré par l'art vénitien, Dosso Dossi est considéré comme le principal représentant de l'école ferraraise, correspondant en peinture de L'Arioste en littérature.
Il séjourne à Florence en 1517 et à Mantoue en 1519 pour accompagner Titien. Il va à Rome avec son frère Battista en 1519-1520 et il y travaille avec Raphaël.
En 1529, il est probablement appelé par François Marie Ier della Rovere, duc d'Urbino, à Pesaro pour peindre à fresque la Villa Imperiale.
Entre 1531 et 1532, il se rend au château du Bon Conseil, à Trente avec son frère cadet Battista, à la demande du cardinal Bernhard von Cles qui leur confie la décoration d'une vingtaine de pièces du Palazzo Magno, le palais qu'il vient de faire construire à côté de l'ancienne forteresse, le Castelvecchio. Battista décore un corridor de fresques représentant les Dieux de l'Olympe, et Dosso peint sur le plafond de la Sala Grande « des putti frivoles devant des nuages sur fond de ciel bleu. », où il travaille aux côtés de Romanino.
En 1541, il rédige son testament et s'éteint en 1542.

À Ferrare, parmi ses élèves se trouvaient Gabriele Capellini, Jacopo Panicciati et Giovanni Francesco Surchi. 

« La complexité des thèmes et les représentations allégoriques obscures ou excentriques que l'on trouve dans un grand nombre de ses meilleurs tableaux, continuent de défier toute explication. »

— Extrait de Chefs-d’œuvre du J. Paul Getty Museum, 1997.

## Style

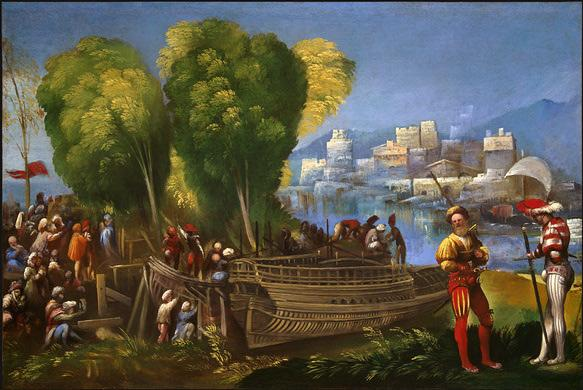
Enée et Acate sur la côte libyenne (vers 1520).

Dans sa formation, Dosso n'a pas puisé directement dans la prestigieuse école ferraraise du XVe siècle, mais n'en a été influencé qu'après avoir déjà appris les secrets des peintres vénitiens, en particulier de Giorgione. À ces enseignements de base, il a ensuite ajouté des références à la culture classique et à Raphaël, ainsi que sa propre attitude narrative bien développée .
Avec de fréquents voyages (Florence, Rome et surtout Venise), Dosso s'est toujours tenu au courant de l'actualité des centres artistiques phares de la péninsule, entamant surtout un dialogue fructueux avec Titien, dont il reprend la richesse chromatique et les larges ouvertures dans le paysage. Malgré cela, il n'y a pas dans son art de fortes différences stylistiques entre les différentes phases, mais plutôt l'utilisation de registres différents selon le sujet : monumental pour les retables, plus fluide et inventif pour les sujets littéraires et mythologiques, qui demeurent la partie la plus appréciée de sa production. Pendant un certain temps, il a été en contact avec Michel-Ange, peignant des nus virils massifs.
Dosso Dossi est moins connu pour son naturalisme ou son souci du dessin, et plus pour ses vanités allégoriques cryptiques dans des peintures autour de thèmes mythologiques, sujet de prédilection de la cour humaniste de Ferrare. Dossi utilise des distorsions de proportion excentriques, qui peuvent apparaître caricaturales ou même « primitivistes ». L'historien de l'art Sydney J. Freedberg voit dans cette caractéristique une expression de l' esthétique Renaissance de la sprezzatura (c'est-à-dire « l'insouciance étudiée », ou la nonchalance artistique). Dossi est également connu pour les choix atypiques de pigments brillants pour ses pièces d'ébénisterie. Certaines de ses œuvres, telles que la Déposition, ont des qualités qui suggèrent certaines des œuvres du Corrège. La plupart de ses œuvres présentent des thèmes chrétiens et grecs anciens et utilisent la peinture à l'huile comme médium.
Ses dernières années, il accentue les contrastes de clair-obscur et les références symboliques dans ses œuvres.

## Hommage
L'école d'art de la ville de Ferrare porte le nom de Dosso Dossi.

## Principales œuvres

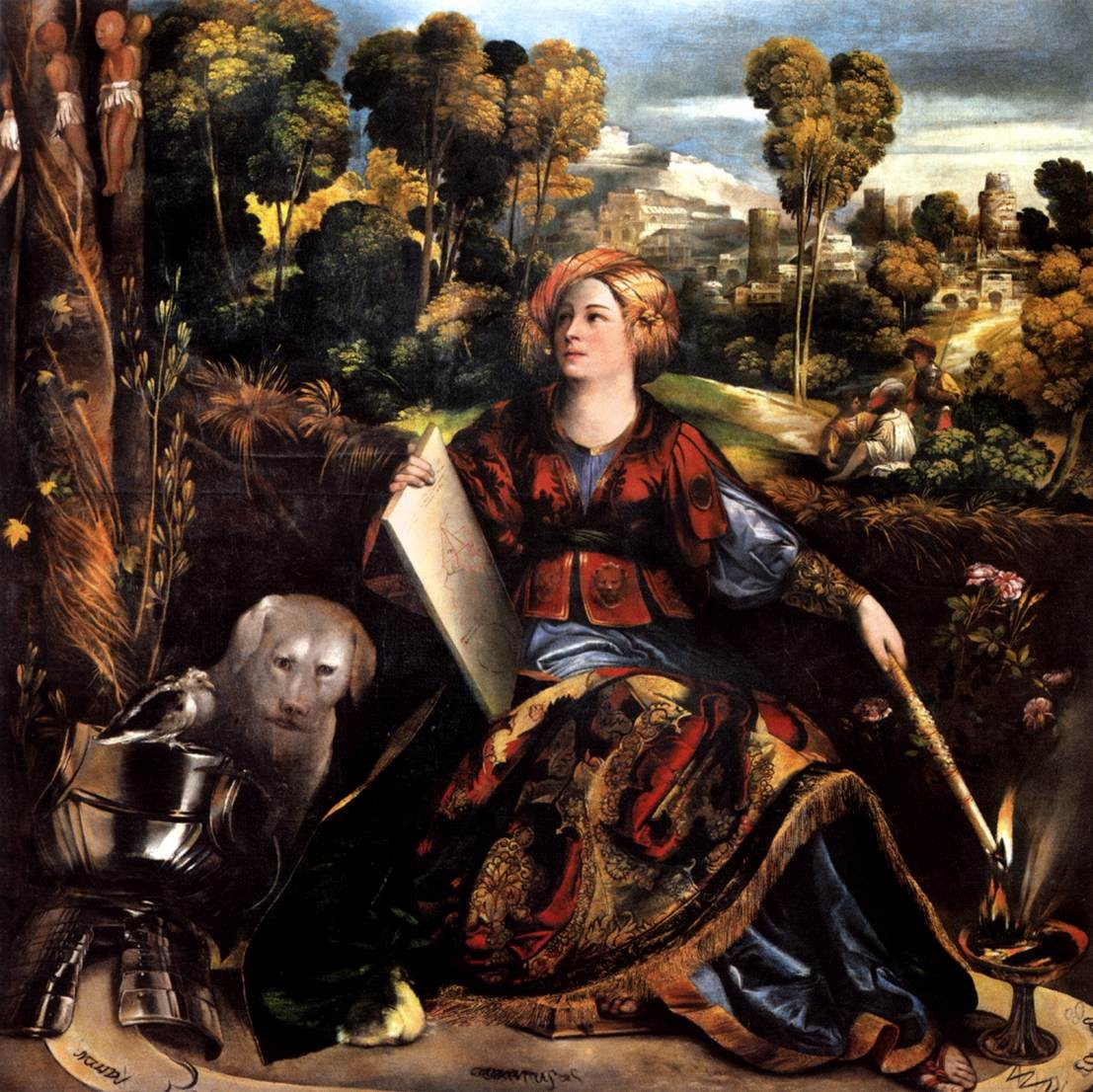
Melissa.

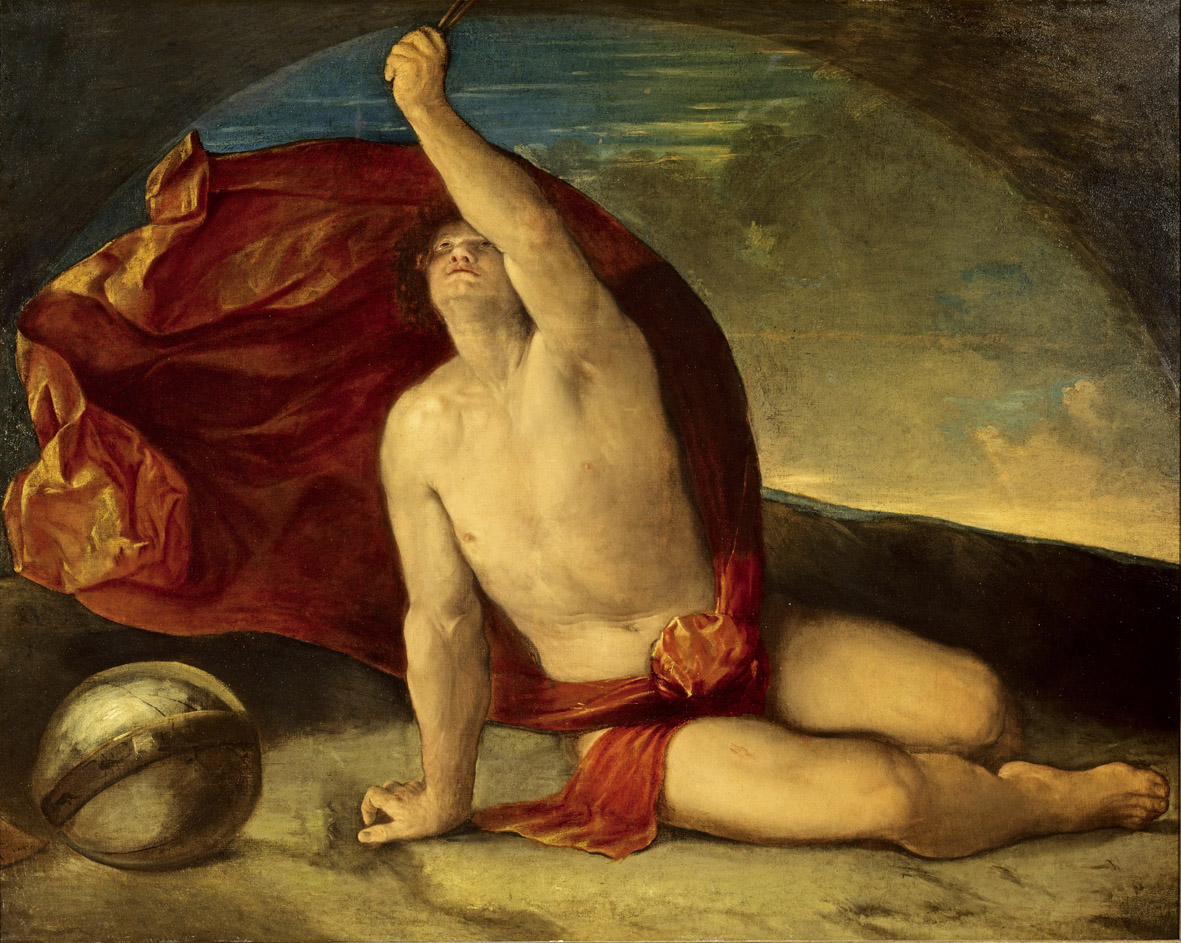
Savant avec boussole et globe.

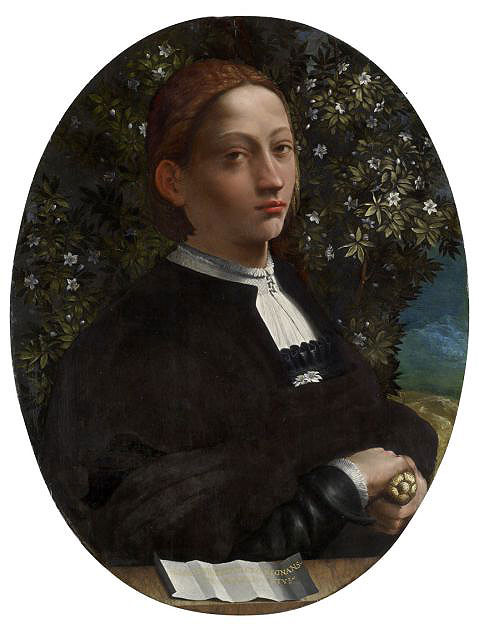
Portrait d'un adolescent, seul portrait confirmé de Lucrezia Borgia par Dosso Dossi (1514-1516), à la National Gallery de Victoria.

- Gygès et Candaule, 1508-1510, huile sur toile, 41 × 54 cm, Rome, Galerie Borghèse
- Conversation sacrée (v. 1510) huile sur bois, 50 × 73,5 cm, Naples, Musée Capodimonte
- Le Voyage des Argonautes (v. 1510), Washington, DC
- Nymphe et Satyre (ou Angelica et Orlando furioso), v. 1510-1516, huile sur toile, 58 × 83 cm, Florence, Galerie Palatine
- Avec Benvenuto Tisi, Retable Costabili, 1513-1523, huile sur toile, 960 × 577 cm, Ferrare, Palais des Diamants
- Saint Georges, v. 1513-1515, huile sur toile, 70 × 61 cm, Los Angeles, J. Paul Getty Museum
- Bacchanales, 1514-1515, 109 × 162 cm, huile sur toile, Rome, Salle de l'Adrianeum, château Saint-Ange
- Trois États de l'homme, v. 1515 circa, huile sur toile, 77,5 × 111,8 cm, New York, Metropolitan Museum of Art
- Repos pendant la fuite en Égypte, v. 1515-1516, tempera sur toile, 52 × 42,5 cm, Florence, Musée des Offices
- Colère (v. 1515-1516), peinture sur bois, losange, 107 × 95 cm, Venise, Fondation Cini
- Deuil sur le Christ mort, v. 1517, huile sur toile, 36,5 × 30,5 cm, Londres, National Gallery
- Circé la magicienne (v.1518), huile sur toile, 176 × 174 cm, Rome, Galerie Borghèse
- Portrait d'homme, 1518-1520, huile sur toile, 95 × 77 cm, Paris, Musée du Louvre
- Retable de saint Sébastien, 1518-1521, huile sur toile, Cathédrale de Modène
- Paysage avec des joueurs de cartes (fragment d'une frise), vers 1518-1522, huile sur toile, 52,2 × 51,2 cm, collection Alana (acquisition en 2014), Newark (Delaware), États-Unis[15]
- Adoration de l'Enfant, v. 1519, huile sur toile, 50 × 32 cm, Rome, Galerie Borghèse
- Sainte Lucrèce, v. 1520, huile sur toile, 53 × 41 cm, Washington (district de Columbia), National Gallery of Art
- Voyageurs dans une forêt, v. 1520, huile sur toile, 46,2 × 45,4 cm, Musée des Beaux-Arts et d'Archéologie de Besançon
- Énée et Achate sur la côte libyenne, v. 1520, huile sur toile, 58,7 × 87,6 cm, Washington (district de Columbia), National Gallery of Art
- Descente d'Énée aux Champs Élysées, v. 1520, huile sur toile, 58,4 × 167,8 cm, Ottawa, Musée des beaux-arts du Canada
- Triomphe de Bacchus en Inde, v. 1520-1524, huile sur toile, Bombay, collection privée
- Vierge en gloire avec saint Jean-Baptiste et saint Jean l'Évangéliste, 1520-1530, huile sur bois transposée sur toile, 153 × 114 cm, Galerie des Offices, Florence
- Melissa (ou Circé), v. 1520, huile sur toile, 176 × 174 cm, Rome, Galerie Borghèse
- Portrait de Nicolas Léonicène, 1521, huile sur toile, 85 × 72 cm, Côme, Pinacothèque du Palazzo Volpi
- Jupiter peignant des papillons, Mercure et la Vertu, v. 1523-1524, huile sur toile, 111,3 × 150 cm, Cracovie, Château du Wawel
- Pan et la Nymphe, v. 1524, huile sur toile, 64 × 57 cm, Los Angeles, J. Paul Getty Museum
- Deux Amants, v. 1524, huile sur toile, 55 × 75,5 cm, Londres, National Gallery
- Bacchus, v. 1524 circa, huile sur toile, 93 × 75 cm, collection privée
- Scène mythologique (v.1524) huile sur toile, 163,8 × 145,4 cm, J. Paul Getty Museum[13]
- L'Allégorie de la Musique (v. 1524-1534), huile sur toile, Musée Horne, Florence
- Apollon, v. 1525 , huile sur toile, 191 × 116 cm, Rome, Galerie Borghèse
- Circé et ses amoureux dans un paysage, v. 1525, huile sur toile, 100,8 × 136 cm, Washington (district de Columbia), National Gallery of Art
- Vierge à l'Enfant,  v. 1525, huile sur toile, 35 × 28 cm, Rome, Galerie Borghèse
- Martyre de saint Étienne, v. 1525, huile sur toile, 80 × 90 cm, Madrid, Musée Thyssen-Bornemisza
- Visitation, v. 1525, Rovigo, Chiesa di San Biagio (Lendinara)
- Saint Jean et Saint Barthélemy avec des donateurs, 1527, huile sur toile, 248 × 162 cm, Galerie nationale d'Art ancien (Rome)
- Sainte Famille, v. 1527-1528, huile sur toile, 236 × 171 cm, Rome, Pinacothèque capitoline
- Sainte Famille avec sainte Anne, v. 1527-1528, huile sur toile, 169,7 × 172,7 cm, château de Hampton Court, Royal Collection
- Allégorie mythologique, v. 1529, huile sur toile, 112 × 141,5 cm, Rome, Galerie Borghèse
- Portrait d'un guerrier, v. 1530, huile sur toile, 86 × 72 cm, Florence, Musée des Offices
- Allégorie de la Musique, v. 1530, huile sur toile, Florence, Musée Horne
- Saint Julien, v. 1530-1535, huile sur toile, 84,5 × 73,2 cm, Château de Hampton Court, Royal Collection
- Apparition de la Vierge et de l'Enfant aux saints Jean le Baptiste et l'Évangéliste, 1530-1540, huile sur bois transférée sur toile, 153 × 114 cm, Florence, Galerie des Offices
- Adoration des mages, v. 1530-1542, huile sur toile, 85,6 × 108,4 cm, Londres, National Gallery
- Saint Michel Archange combattant le démon et l'Assomption, avec son frère Battista Dossi, 1533-1534, huile sur toile, 243 × 166 cm, Galerie nationale de Parme
- Saints Côme et Damien avec des dévots, 1534-1542, huile sur toile, 225 × 157 cm, Rome, Galerie Borghèse
- Allégorie d'Hercule, v. 1535, huile sur toile, 143 × 144 cm, Florence, Musée des Offices
- Hercule et les Pygmées, v. 1535, huile sur toile, 114 × 146,5 cm, Graz, Landesmuseum Joanneum
- Sorcellerie, v. 1535, huile sur toile, 143 × 144 cm, Musée des Offices, Florence
- Allégorie de la Fortune, v. 1535-1538, huile sur toile, 179 × 217 cm, Los Angeles, Getty Museum[13]
- Portrait de femme, huile sur toile, 82 × 67 cm, Chantilly, Musée Condé
- Saint Michel terrassant Satan, Dresde, Gemäldegalerie Alte Meister
- Saint Jean Baptiste, huile sur toile, 73 × 56 cm, Florence, Galerie Palatine
- Déposition de la Croix, huile sur toile, 214×142, Forlì, Pinacothèque
- Vierge à l'Enfant adorée par les saints Sébastien et Roch, huile sur toile, 113 × 75,7 cm Budrio (BO), Pinacothèque
- Saint Jérôme dans un paysage, huile sur toile, 106 × 153 cm, Paris, Musée du Louvre
- Récemment, le Portrait d'un adolescent à la National Gallery of Victoria, le mystérieux portrait d'un sujet inconnu par un peintre inconnu, a été identifié comme un portrait de Lucrèce Borgia par Dosso Dossi[16].